# 치클론 B

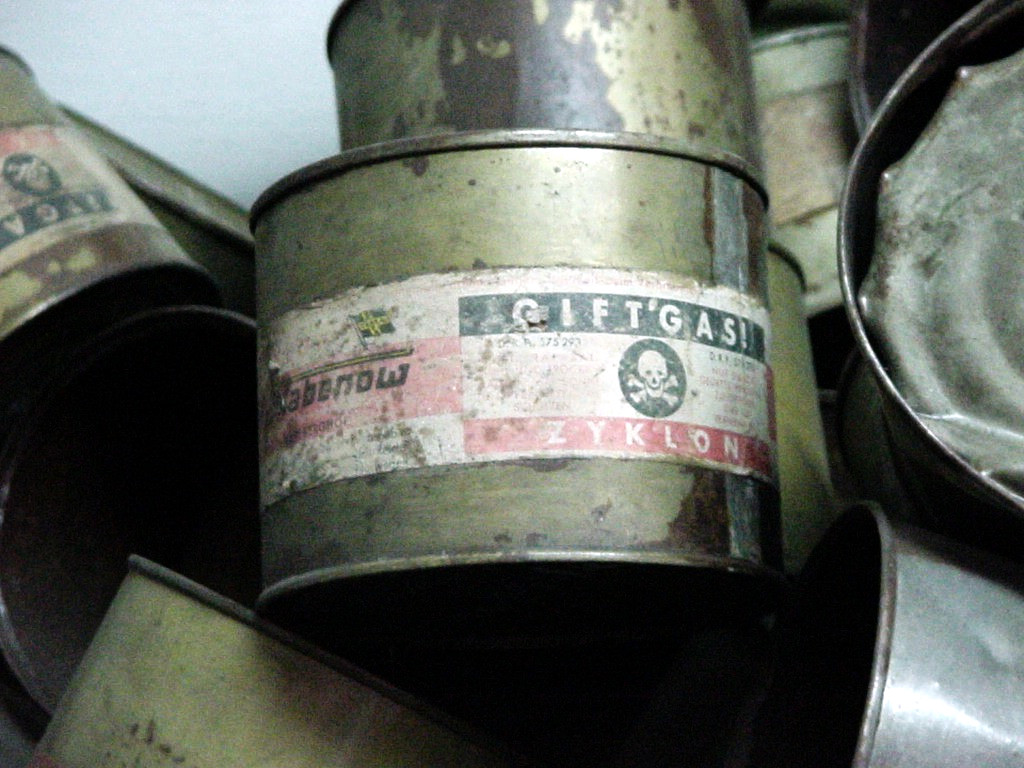
치클론 캔. 캔에 적혀 있는 단어 Giftgas는 독일어로 독가스를 뜻한다.

치클론 B(독일어: Zyklon B 취클론 베[*])는 독일에서 만들어진 시안화계 화합물로서, 원래 살충제로 쓰였으나 나중에 독가스로 사용되게 된 물질이다. 프리츠 하버가 개발하였다.

## 한계
치클론 B는 철 캔에 과립 형태로 보관되었는데, 시간이 지남에 따라 독성이 줄어들어서 오래 보관할 수 없었기에 대량으로 생산할 수 없었으므로 치클론 B는 나치 독일의 모든 독가스를 이용한 학살에 이용되지는 않았으며, 제2차 세계 대전 말기에는 치클론 B의 사용이 줄어들었다. 또한, 치클론 B의 영향으로 죽은 시체를 처리하기 위해 대규모의 소각로 또는 매몰지가 필요하였으므로, 치클론 B는 아우슈비츠 강제 수용소 등의 큰 수용소에서만 사용되었다.

## 같이 보기
- 일산화 탄소 중독
- 청산 중독
- 쿠르트 게르슈타인
- 학살된 유럽 유대인을 위한 기념물